# Couverture de la voie ferrée à Cannes
La couverture de la voie ferrée à Cannes est une opération de génie civil d'une durée de près de quinze ans, entre 1960 et 1975, durant laquelle sont créés les trois tronçons de la voie rapide urbaine surmontant les voies de la ligne de Marseille-Saint-Charles à Vintimille (frontière) qui traversent la ville de Cannes. La gare de Cannes est reconstruite simultanément.

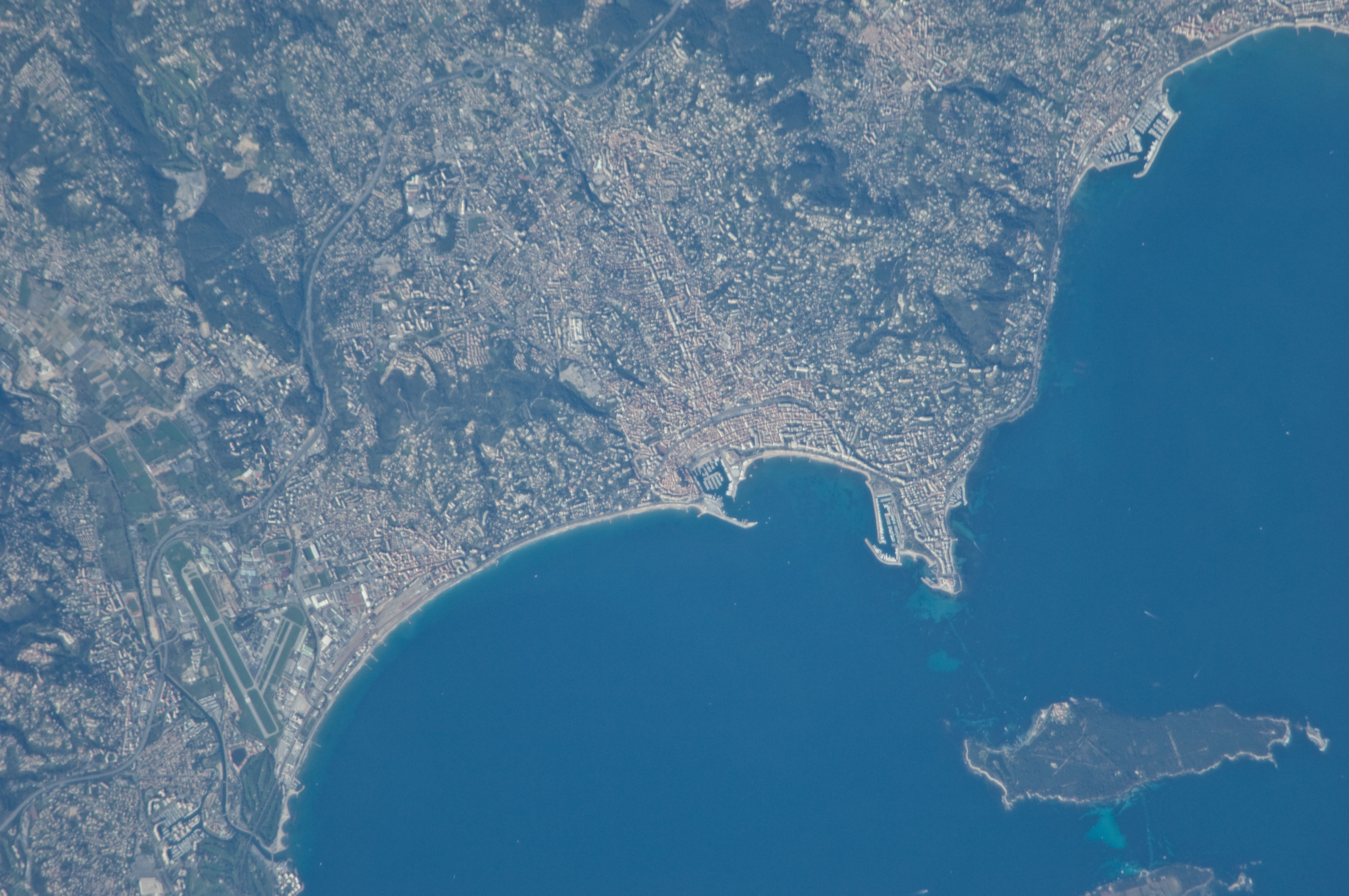
La baie de Cannes depuis la Station spatiale internationale. Photographie prise lors de la 23e expédition le 28 mars 2010 à 15:03:49. La voie rapide de Cannes est visible dans sa totalité au centre de l'image.

## Contexte
Au grand dam de Prosper Mérimée et de Lord Brougham qui y voient une nuisance pour la ville, la ligne de Marseille-Saint-Charles à Vintimille (frontière) de la Compagnie des chemins de fer de Paris à Lyon et à la Méditerranée arrive en 1863 à Cannes. Elle traverse la ville en formant, après la ligne droite de La Bocca et de La Croix-des-Gardes où elle longe la baie, un arc qui contourne la colline du Suquet par le nord-ouest avant de redescendre vers la Pointe Croisette au sud-est. La gare de Cannes, implantée dans le centre-ville, est inaugurée le 10 avril 1863.

Prosper Mérimée, Lord Brougham et Cannes avant l'arrivée du chemin de fer.
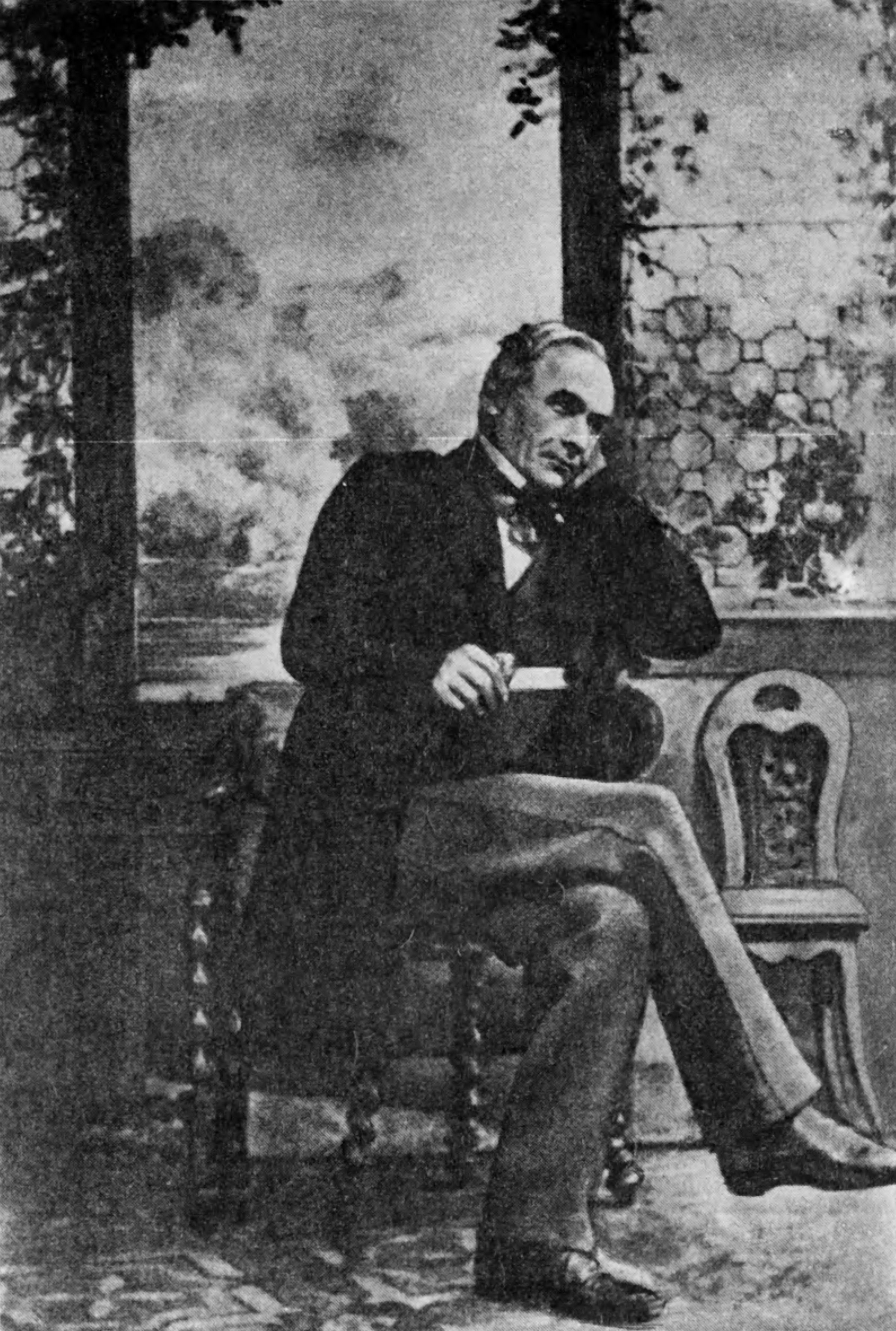
Prosper Mérimée en 1855.
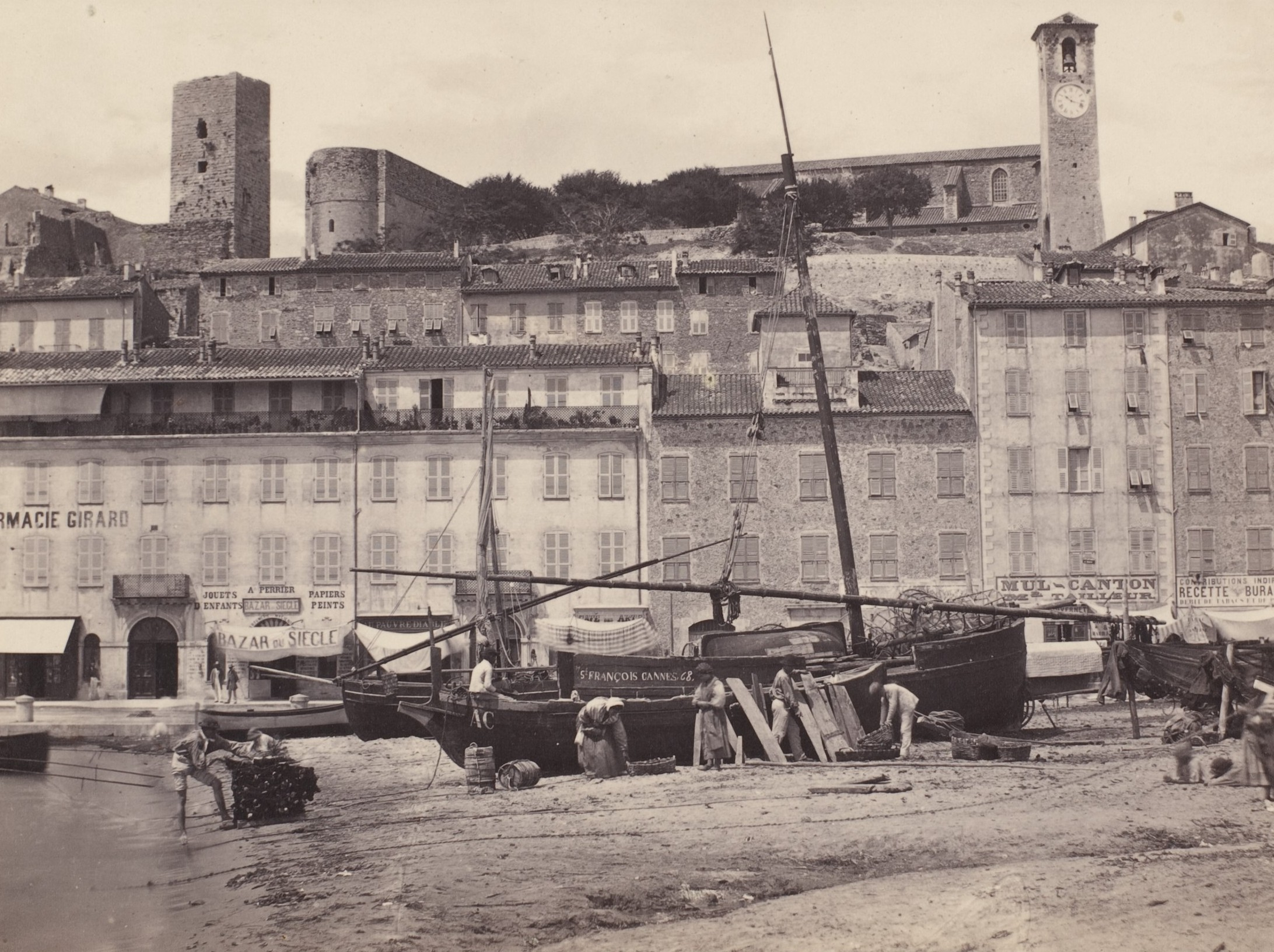
Le Suquet et le quai Saint-Pierre dans les années 1850.
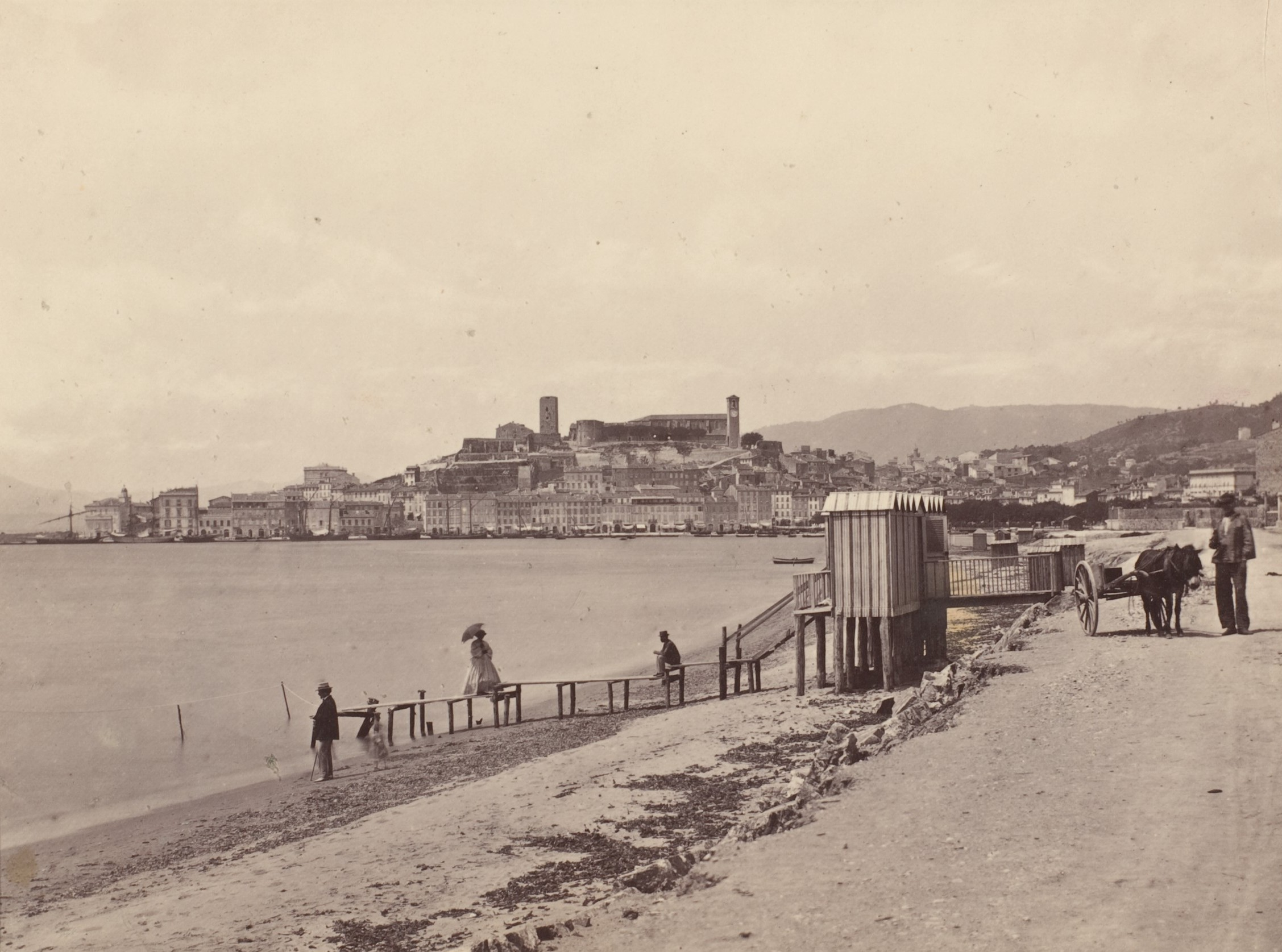
Le Suquet et le bord de mer qui n'est pas encore la Croisette en 1855.
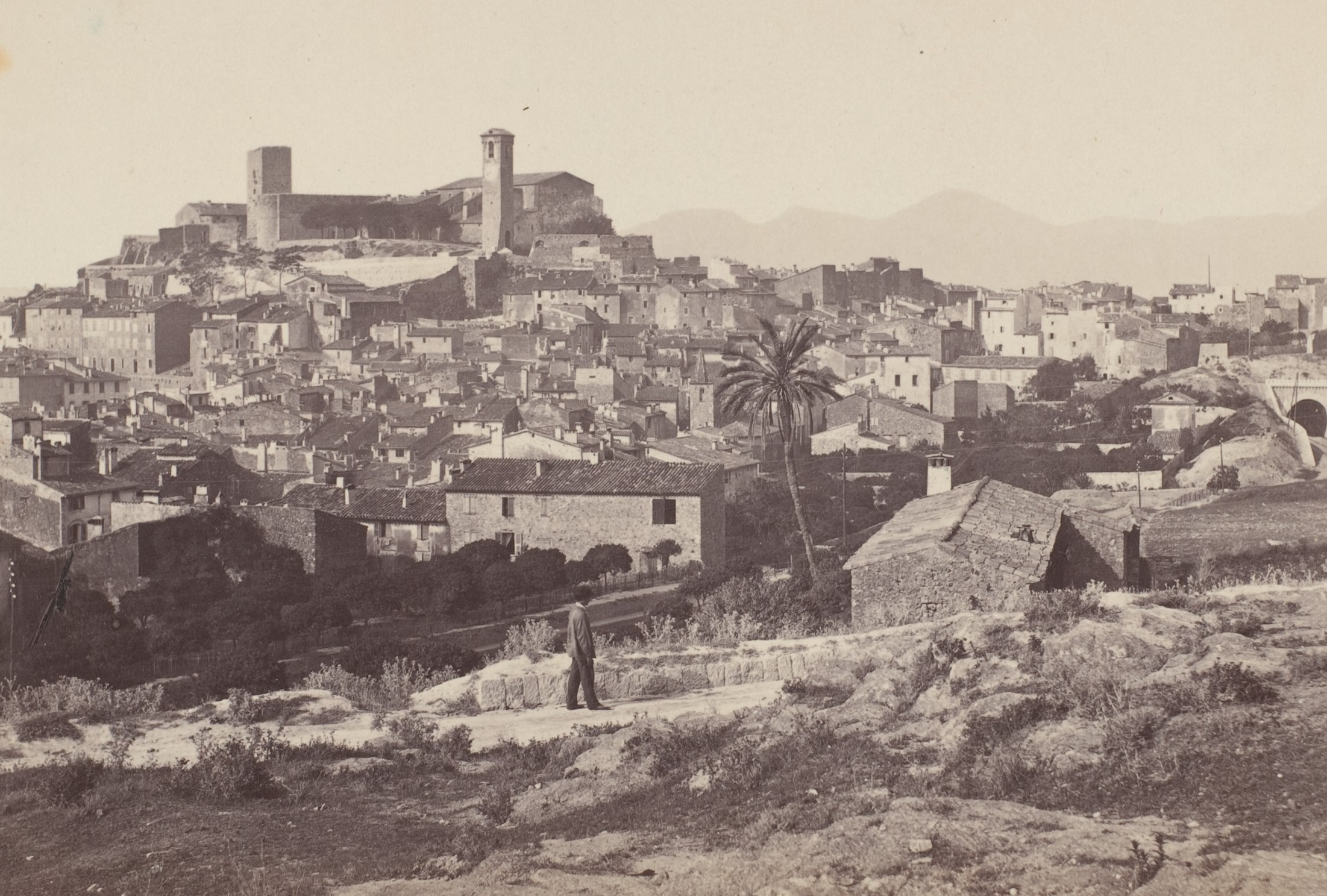
Le Suquet et la campagne cannoise dans les années 1850.
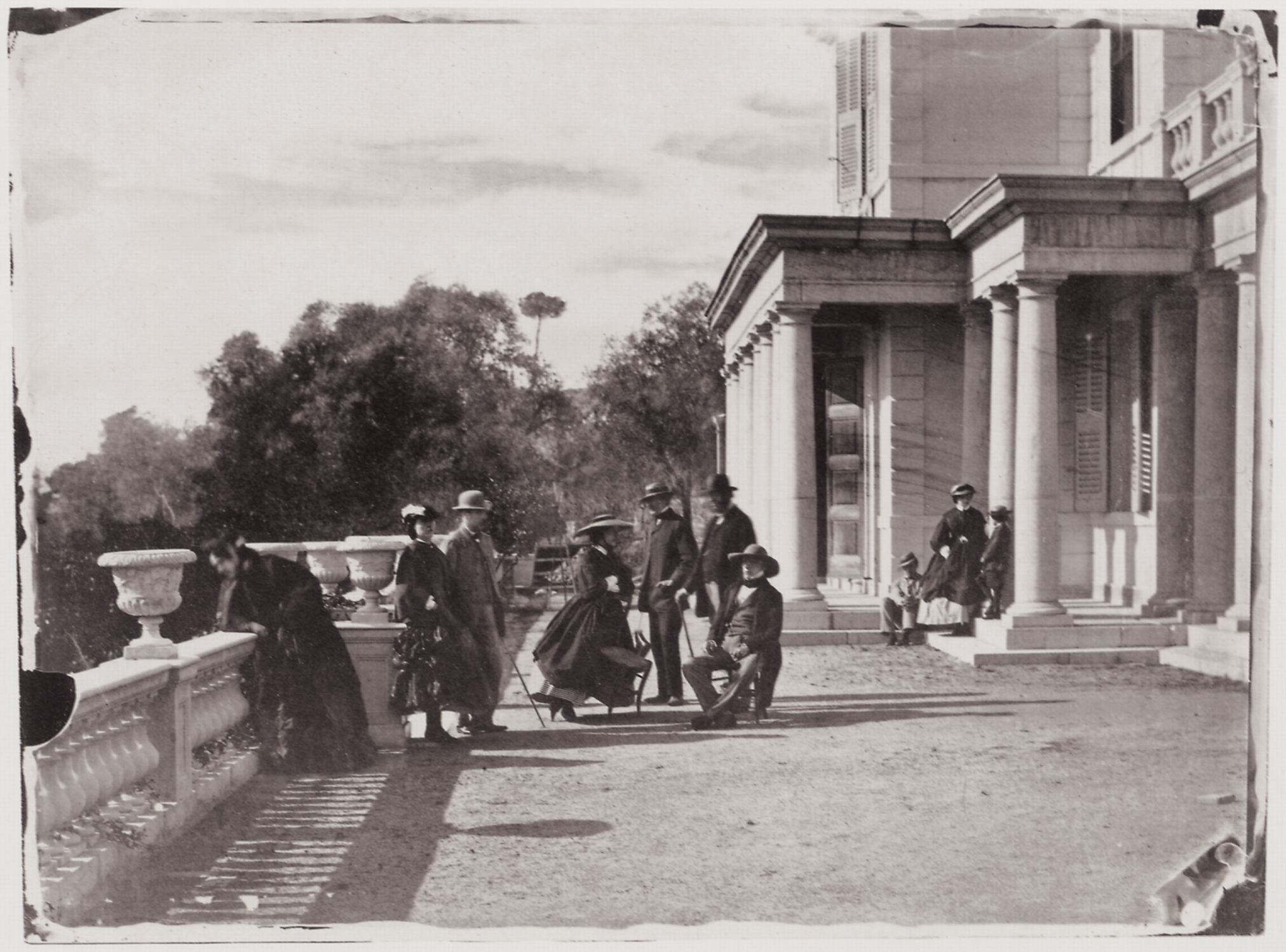
Lord Brougham et sa famille sur la terrasse de la villa Éléonore-Louise en 1862.

Cannes après l'arrivée du chemin de fer.
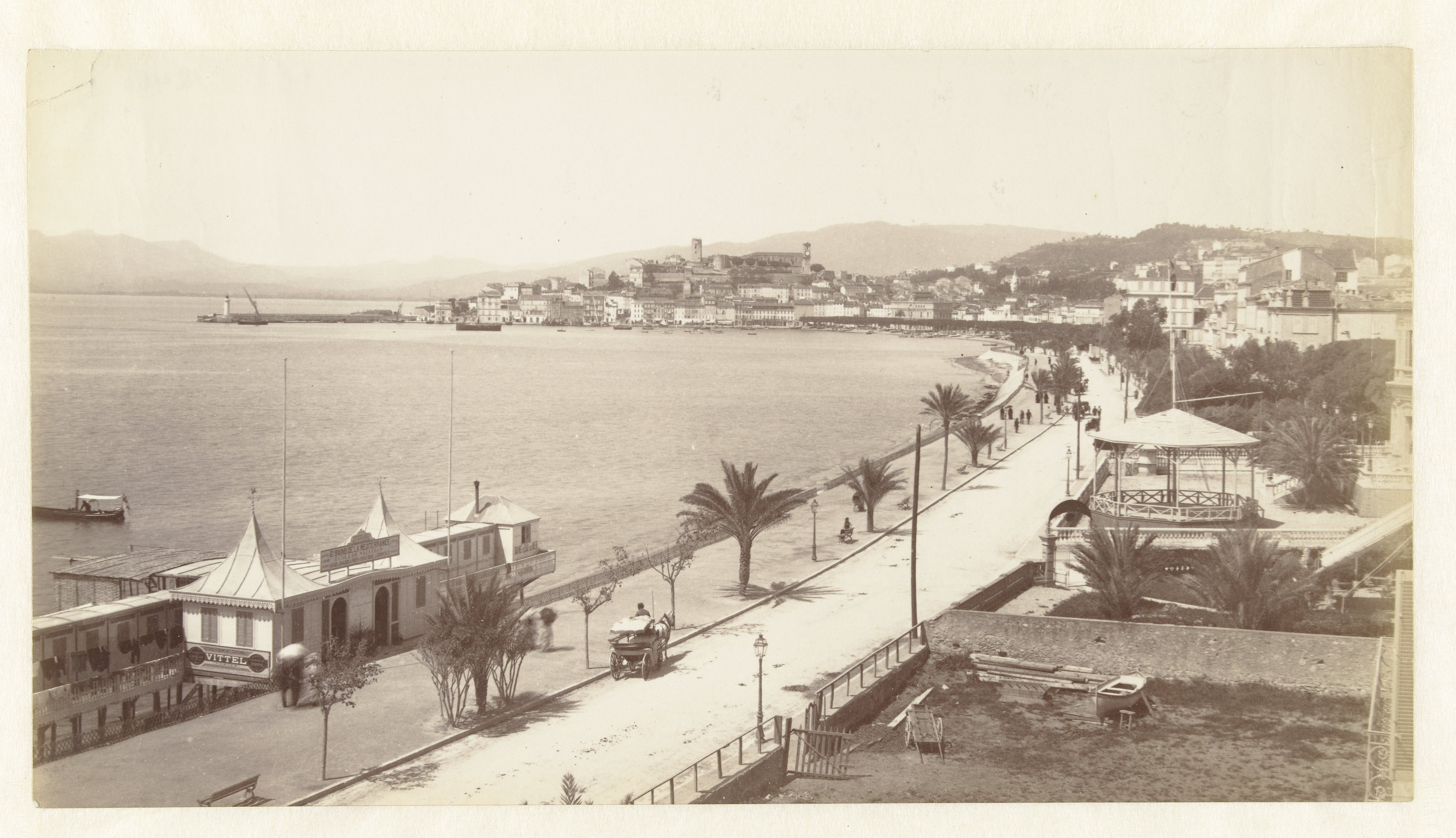
La Croisette en 1870.
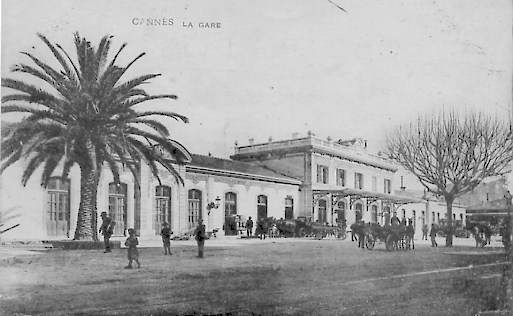
La gare de Cannes en 1880.
L'Hôtel de ville, la rade de Cannes et la Californie en 1891.
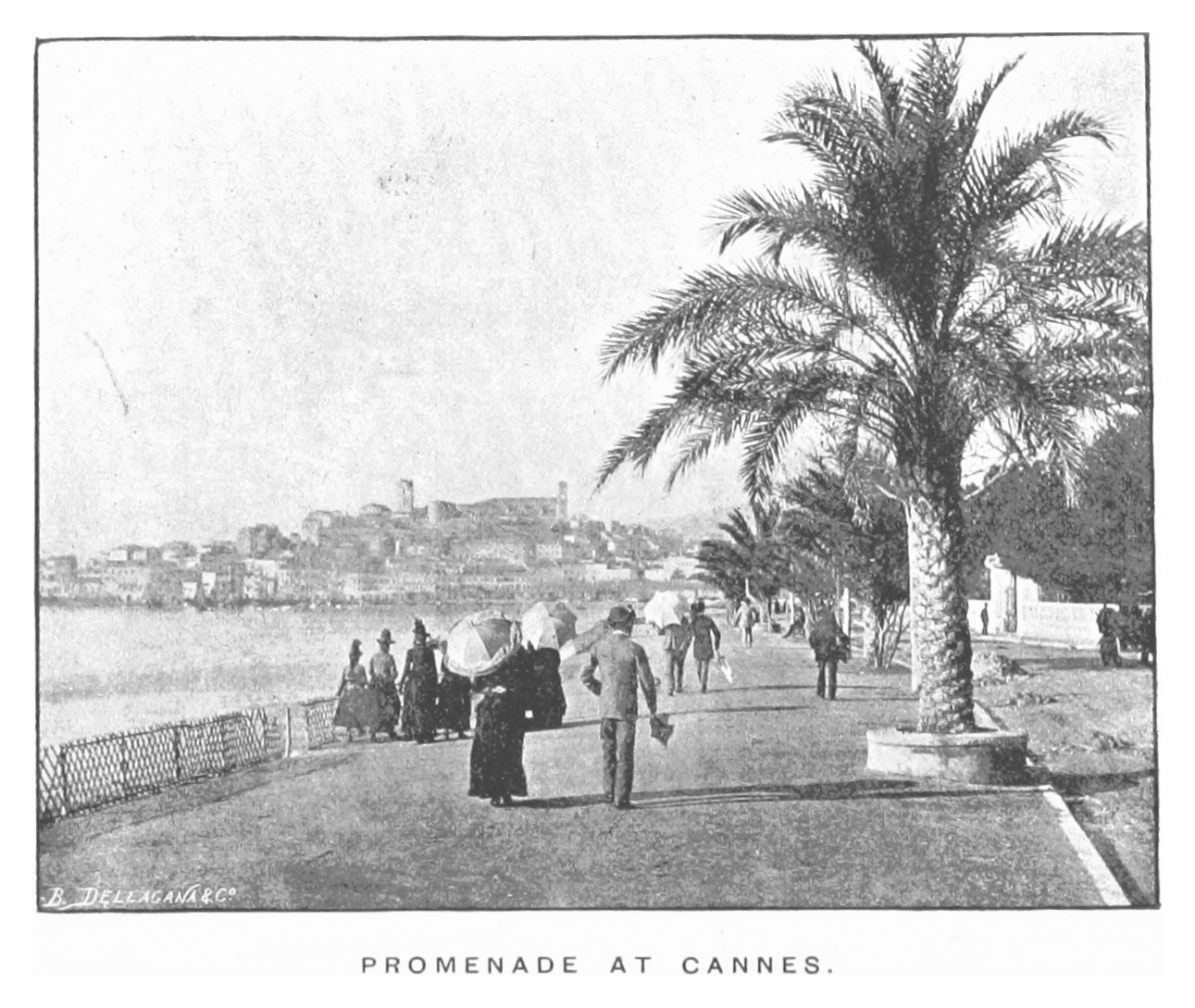
La Croisette en 1891.

Pendant vingt ans la ville connaît grâce au chemin de fer une période dorée. Avec l'installation d'une société de rentiers, sa population passe de 7 000 habitants en 1860 à 20 000 en 1880. Cependant, la gêne pressentie pour les communications se confirme et, déjà sous le mandat (1878-1895) d'Eugène Gazagnaire, des projets de déplacement plus au nord de la voie ferrée et de la gare se font jour qui ne sont jamais réalisés. La gare se révèle en outre rapidement insuffisante pour absorber le flot des voyageurs. Le dépôt des locomotives est décentré à La Bocca où est également créée une gare de marchandise pour les besoins de l'hôtellerie cannoise.

Affiches publicitaires du PLM, premier quart du XXe siècle.
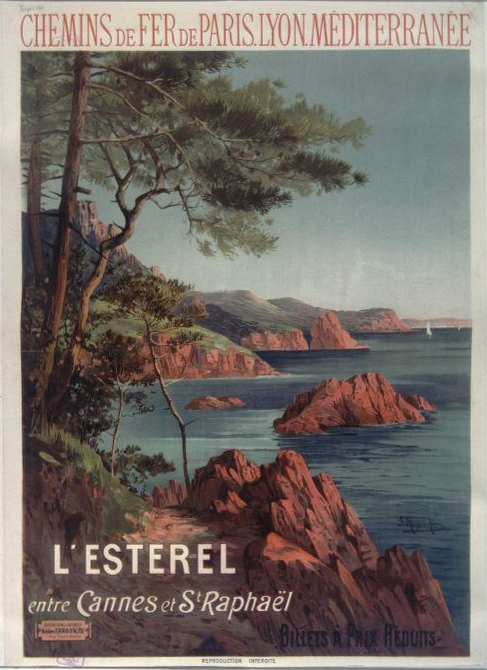
L'Estérel entre Cannes et St Raphaël
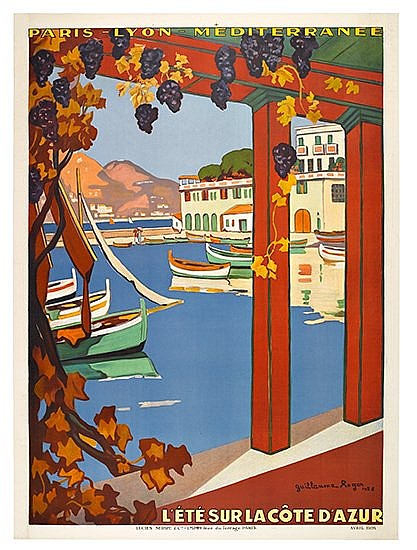
L'Hiver sur la Côte d'Azur
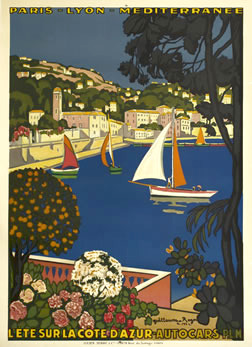
L'Été sur la Côte d'Azur
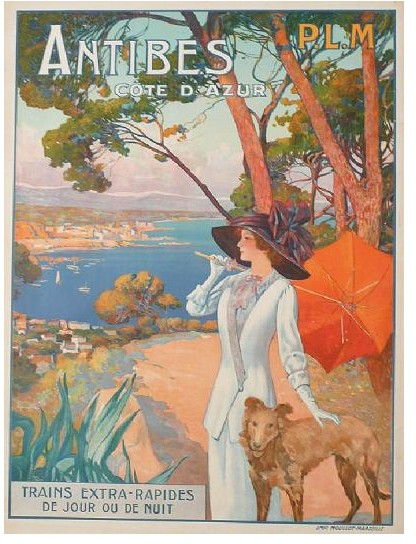
Antibes Côte d'Azur
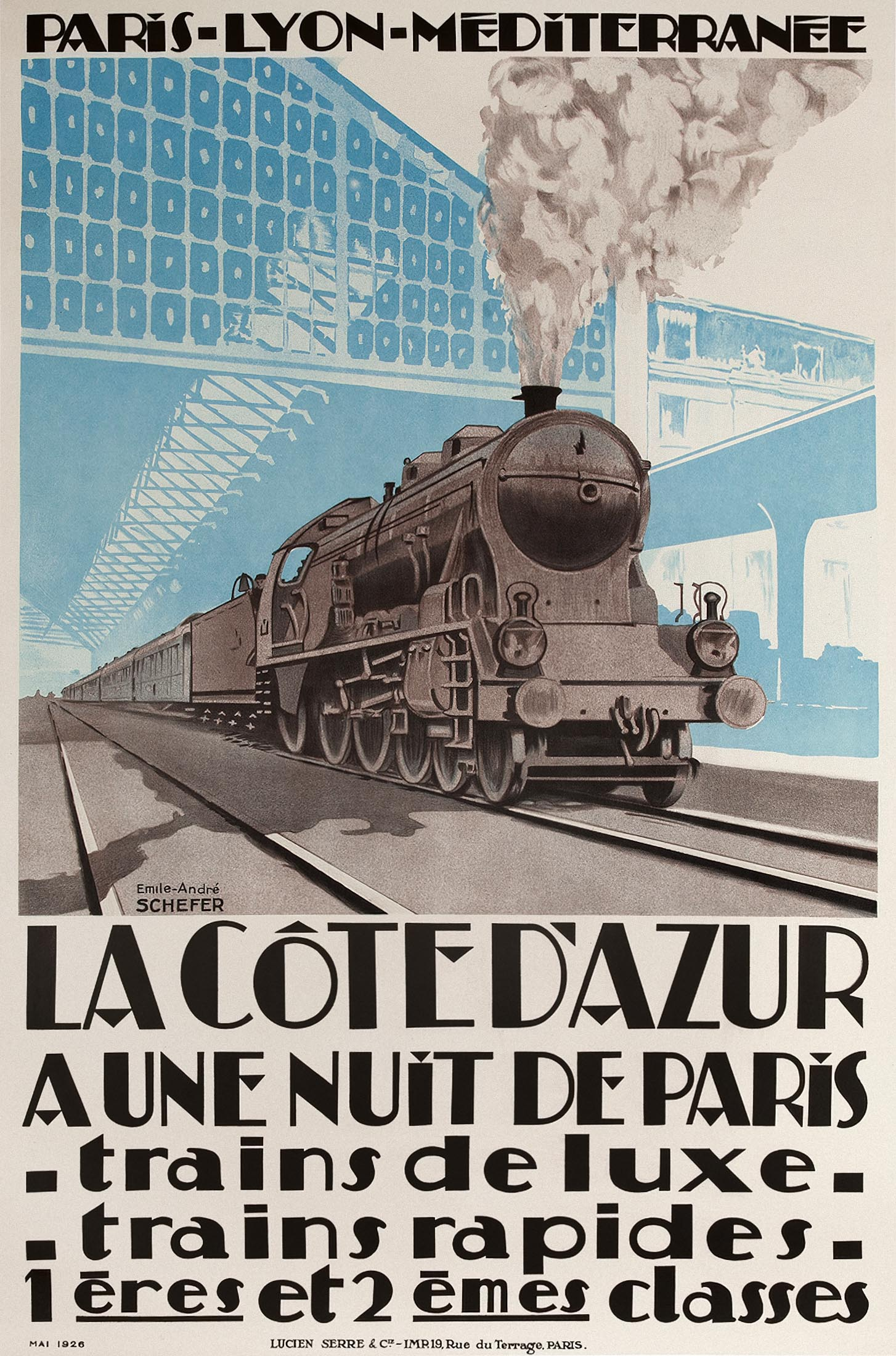
La Côte d'Azur à une nuit de Paris

La traversée de Cannes par la ligne de chemin de fer.
Plan indicateur de Cannes et de ses environs en 1888.
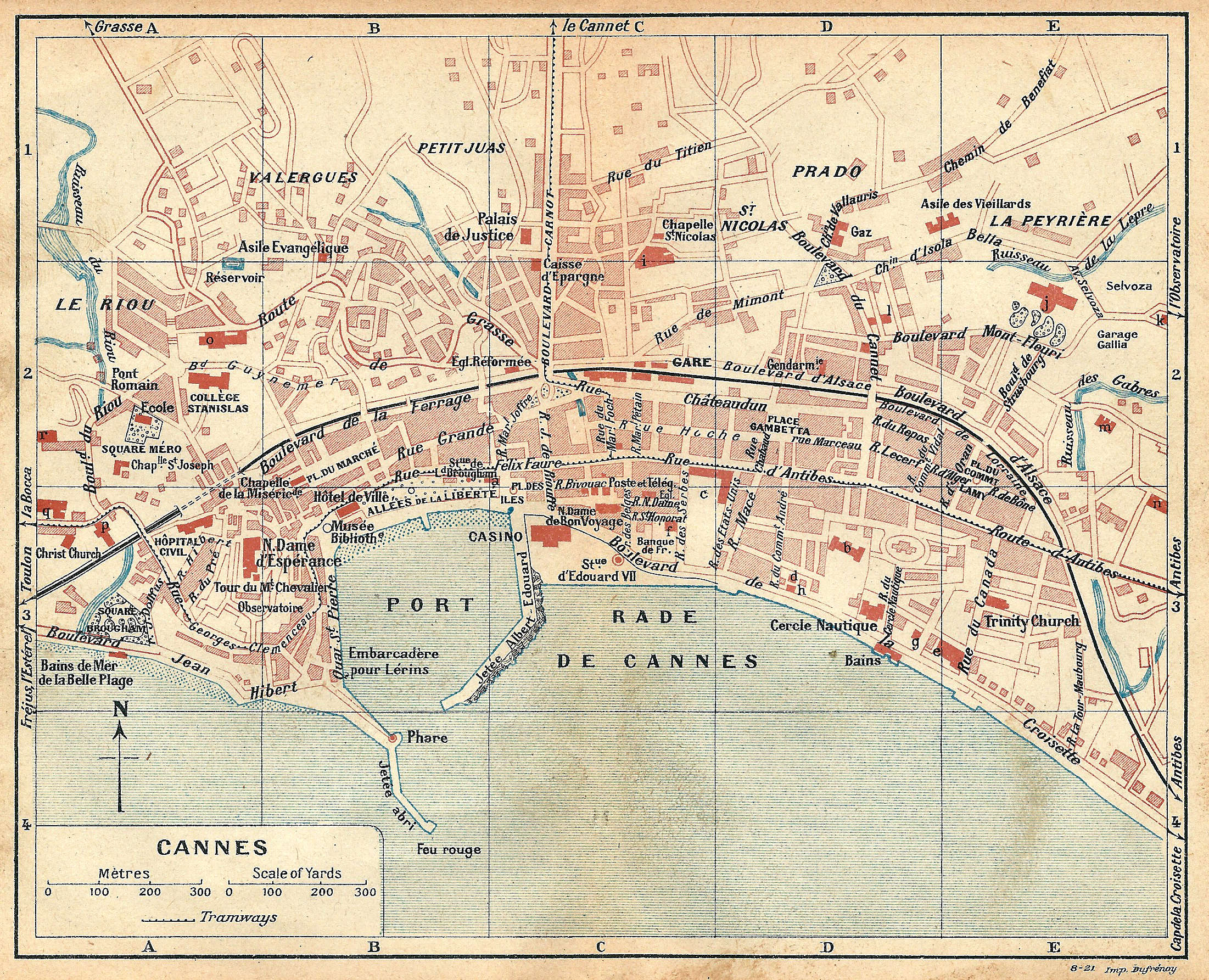
Plan de Cannes montrant la traversée du centre-ville par la ligne de chemin de fer en 1921.
Plan indicateur de Cannes et de ses environs en 1933.
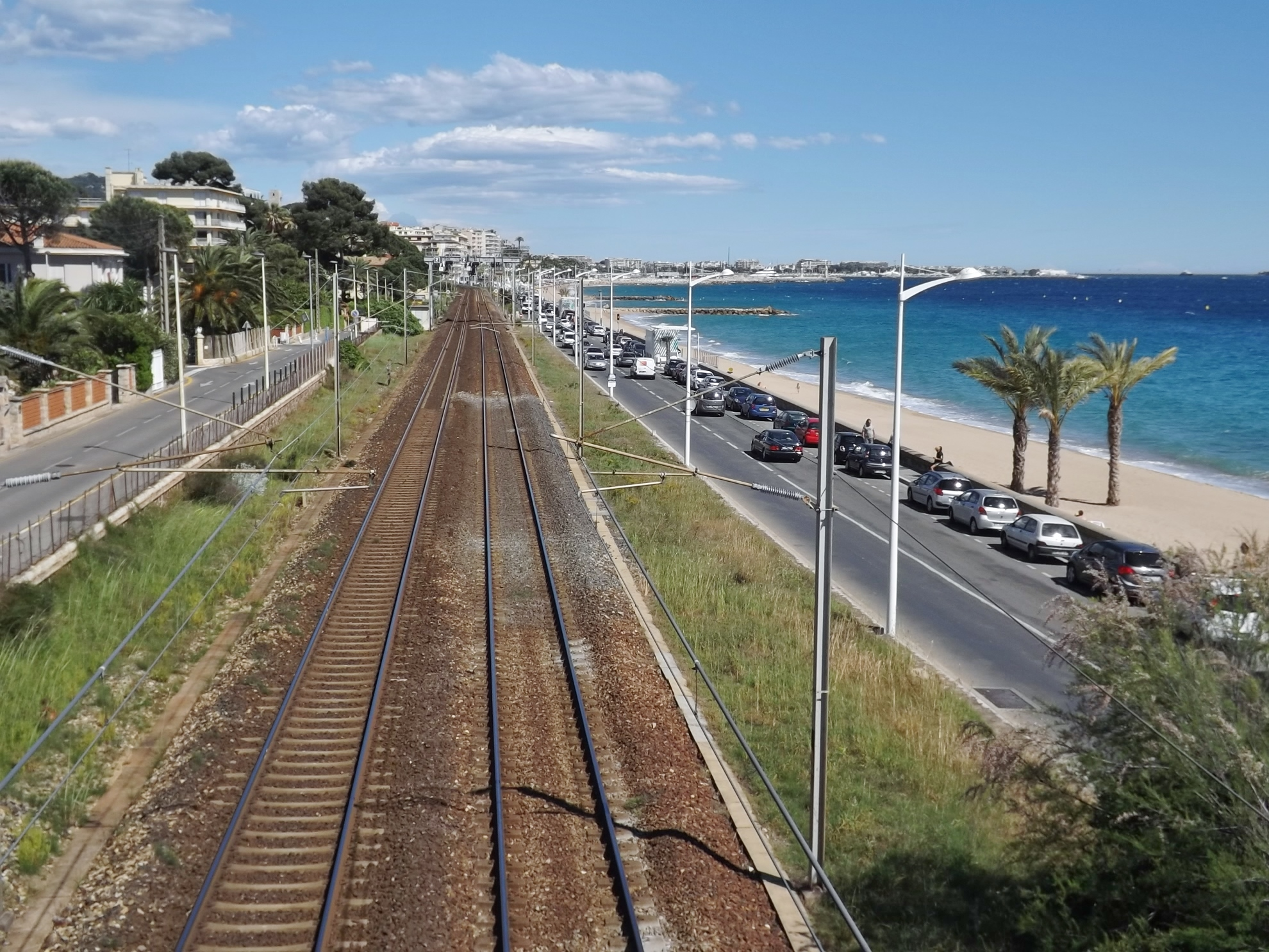
Voies de la ligne de Marseille-Saint-Charles à Vintimille longeant la baie de Cannes avant son contournement du Suquet en 2014..

À partir des années 1930, l'affluence s'accroît encore durant la saison estivale, qui prend le pas sur la villégiature d'hiver, et avec le règne de l'automobile qui supplante le train. Comme la voie ferrée, la mythique Nationale 7 traverse la ville d'ouest en est en empruntant, un peu plus bas dans le centre-ville, la rue Georges-Clemenceau, qui contourne le Suquet par le sud et longe le quai Saint-Pierre, la rue Félix-Faure à l'arrière de l'hôtel de ville, et la longue rue commerçante d'Antibes. Elle coupe la ligne de chemin de fer en début et en fin de parcours. Malgré l'ouverture de l'autoroute A8 sur les hauteurs permettant l'accès direct au centre-ville par le boulevard Carnot, les automobilistes privilégient la proximité du bord de mer et la ville étouffe sous les embouteillages dans ces rues mal calibrées pour un tel afflux.

## Études préliminaires
Dès 1935 des études préliminaires sont menées par la compagnie du PLM, poursuivies par la SNCF en 1952, prévoyant la couverture de la voie ferrée par une voie routière. Ce n'est qu'au début des années 1960, cent ans après l'arrivée du train, que la municipalité de Bernard Cornut-Gentille décide, dans le même temps, de l'élargissement de la Croisette, de la réalisation d'une nouvelle traversée de la ville sur 6 km entre La Bocca à l'ouest et la Pointe Croisette à l'est, et de la déviation de la RN 7.

## Réalisation des travaux
Les travaux de couverture de la voie ferrée sur une longueur de 2 085 mètres pour un coût, en 1974, de 140 millions de francs pris en charge par la commune, soit « dix fois plus au kilomètre qu'une autoroute en rase campagne », entre la rue Georges-Clemenceau, à la limite entre les quartiers de La Croix-des-Gardes et du Suquet, et le rond-point du Général-Maubert (ancien pont des Gabres), tripoint entre la basse Californie, le Centre - Croisette et la Pointe Croisette, se déroulent, à partir du début des années 1960, en quatre phases étalées sur près de quinze ans, jusqu'à l'inauguration le 29 juin 1974 de la voie rapide,,.

### Première et deuxième phases
La première phase consiste en la couverture de la partie d'une longueur de 410 mètres située entre la rue du Docteur-Pierre-Gazagnaire et la place du Dix-Huit-Juin au bas du boulevard Carnot puis en la réalisation de la place sur 132 mètres et 60 mètres pour le pont lui-même. Lors de la deuxième phase, la partie située au Suquet qui nécessite la démolition d'une partie du quartier et le relogement de 200 familles et dont l'ancien tunnel est toujours présent sous la chaussée, est couverte, sur une longueur de 216 mètres, jusqu'à la rue Georges-Clemenceau. Ces deux premières parties de la voie rapide constituent les actuelles avenues des Anciens-Combattants-en-Afrique-du-Nord et Bachaga-Saïd-Boualam. Elles sont livrées en juillet 1964.

### Troisième phase
La troisième phase voit, dans un premier temps, la réalisation de la couverture entre le boulevard de la République et le pont des Gabres (actuel rond-point du Général-Maubert) sur une longueur de 576 mètres, puis, anticipant la programmation de la quatrième phase, celle de la partie, d'une longueur de 140 mètres, située entre le boulevard de la république et la rue Chabaud où la réalisation de deux passages piétons souterrains permet la suppression de l'ancien passage à niveau. L'ensemble est livré en juin 1968.

### Quatrième phase
La quatrième phase, qui consiste à compléter la couverture de la voie ferrée entre la rue Chabaud et la place du Dix-Huit-Juin (pont Carnot) sur une longueur de près de 500 mètres, pour former avec la partie précédente l'actuel boulevard de la Première-Division-française-libre, ne peut commencer aussitôt car elle est tributaire de l'avancement de deux autres opérations sur son emprise, la reconstruction de la gare et l'édification du bâtiment des parkings, qui nécessitent des fondations communes. L'ouvrage atteint sur cette partie une portée de 30 mètres. Lancée fin 1971, l'opération supporte en outre la sujétion supplémentaire de l'électrification de la ligne qui vient d'être réalisée et permet aux trains rapides et express de gagner cinquante minutes entre Marseille et Vintimille. Cette dernière phase de l'opération est livrée en juin 1974. 

Les dessous du tablier de la voie rapide en gare de Cannes.
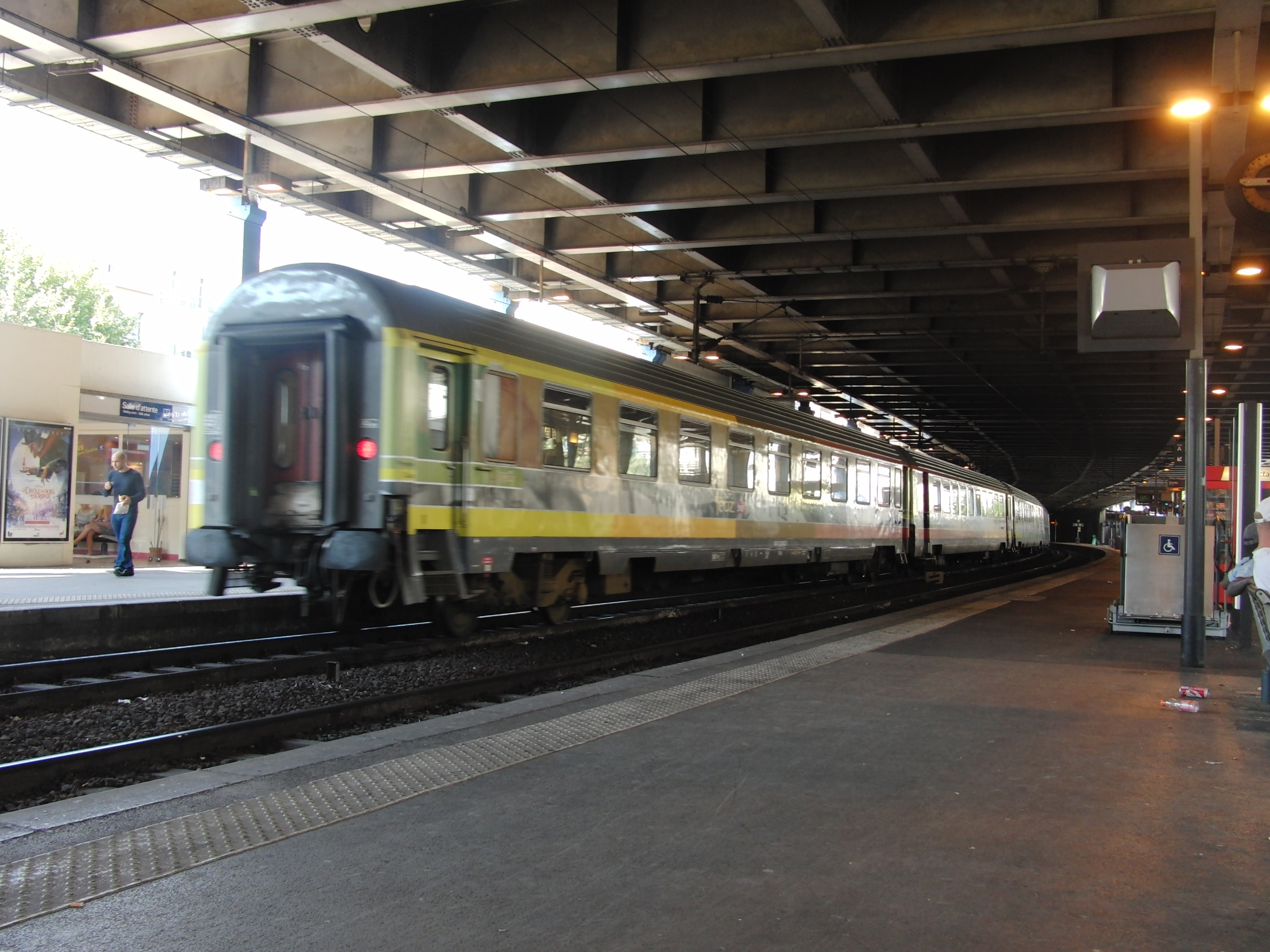
Quais et voies.
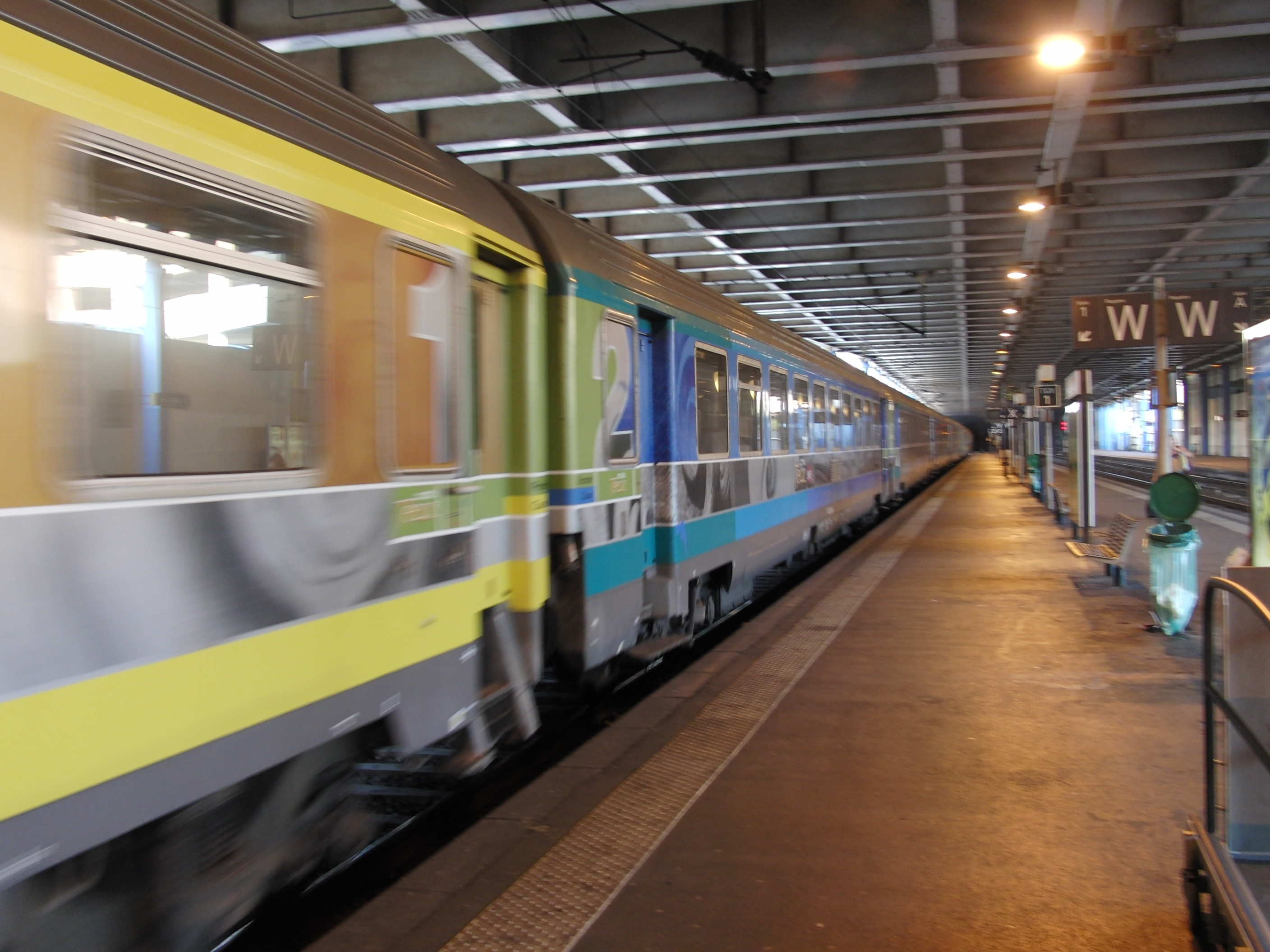
Quai.
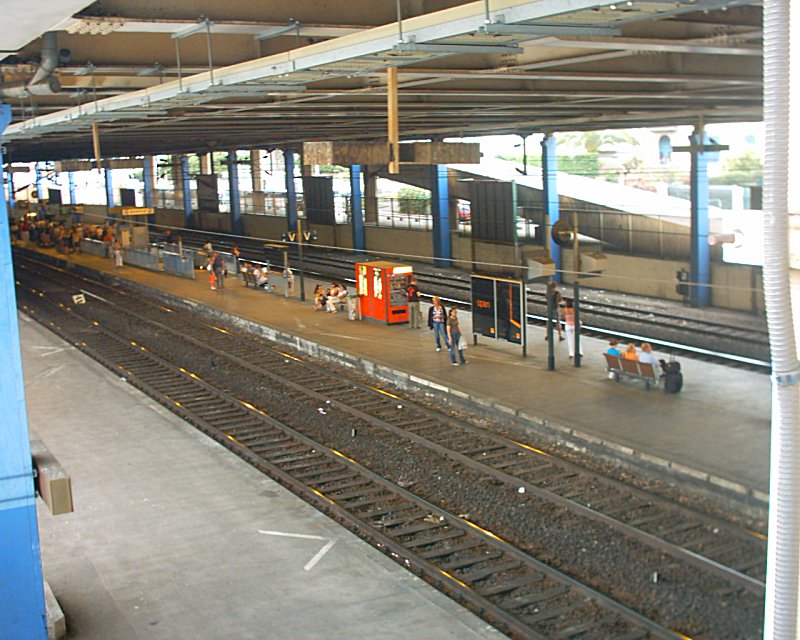
Quais et voies.
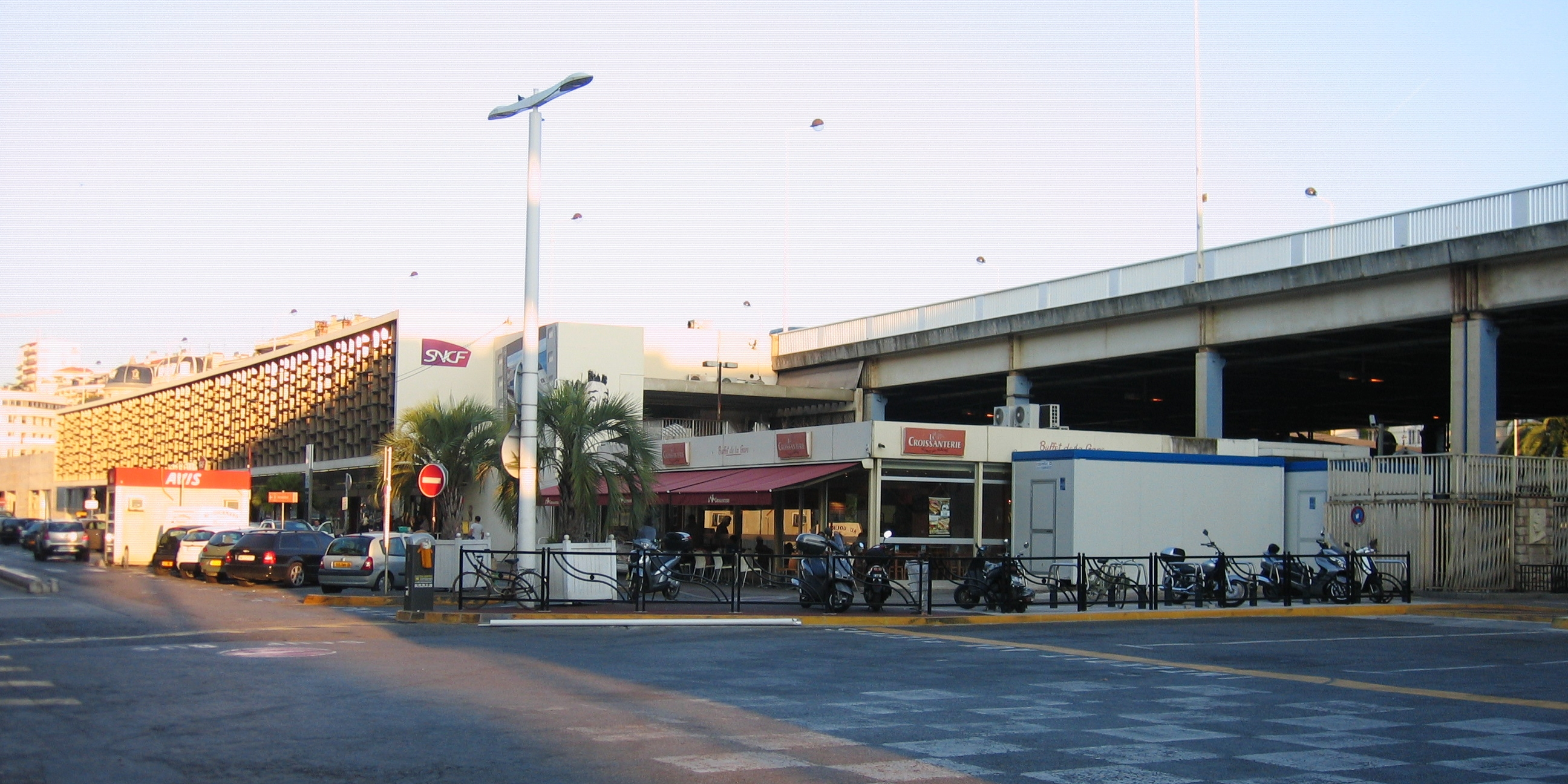
Vue très partielle du parapet et des poteaux soutenant le tablier de la voie rapide en surplomb des rails à l'est de la gare de Cannes en 2011.

### Techniques mises en œuvre
Un premier projet, prévoyant l'appui de voûtes sur les parois de la tranchée, est abandonné à cause d'éventuelles poussées obliques sur la roche fortement fissurée et d'un gabarit insuffisant par rapport à la future électrification. La solution générale retenue, tabliers en béton précontraint ou en béton armé traditionnel reposant sur des chevêtres longitudinaux supportés par des poteaux béton ou métalliques espacés de 8 mètres ou des murs de soutènement, reliés entre eux par des dalles assurant leur dilatation, avec des variantes de réalisation selon la configuration des différentes sections, ne nécessitant pas l'exécution de fouilles longitudinales, facilite en outre grandement l'aération.

### Difficultés rencontrées
Aux difficultés inhérentes à la nature et à la configuration d'un chantier aux emprises exiguës et aux accès restreints dans un contexte extrêmement urbanisé avec un trafic dense, au timing serré du fait des durées très courtes de consignation des lignes électriques de la SNCF, à la coactivité entre les différentes opérations, se sont ajoutées plusieurs complications d'origine extérieure.  
Une importante venue d'eau dans la section de la rue Chabaud lors de la fin de la troisième phase a désorganisé les travaux de manière conséquente. Du fait de la saison pluvieuse, les canalisations qui avaient été coupées par les palplanches à l'extérieur du batardeau, ont déversé dans la fouille des quantités d'eau importantes qui se sont ajoutées à la nappe phréatique déjà très haute, provoquant l'affaissement du tablier provisoire des deux voies principales. Pendant trois jours et trois nuits la circulation est reportée sur une troisième voie soutenue par une palée intermédiaire. L'épuisement a nécessité l'activité ininterrompue de trois pompes immergées, deux de 60 m3 h et une de 40 m3 h.
Comme sur nombre de chantiers, notamment dans les Alpes-Maritimes, l'activité est interrompue en 1973 par une grève très suivie dans les cimenteries.

## Fonctionnalités de la voie rapide

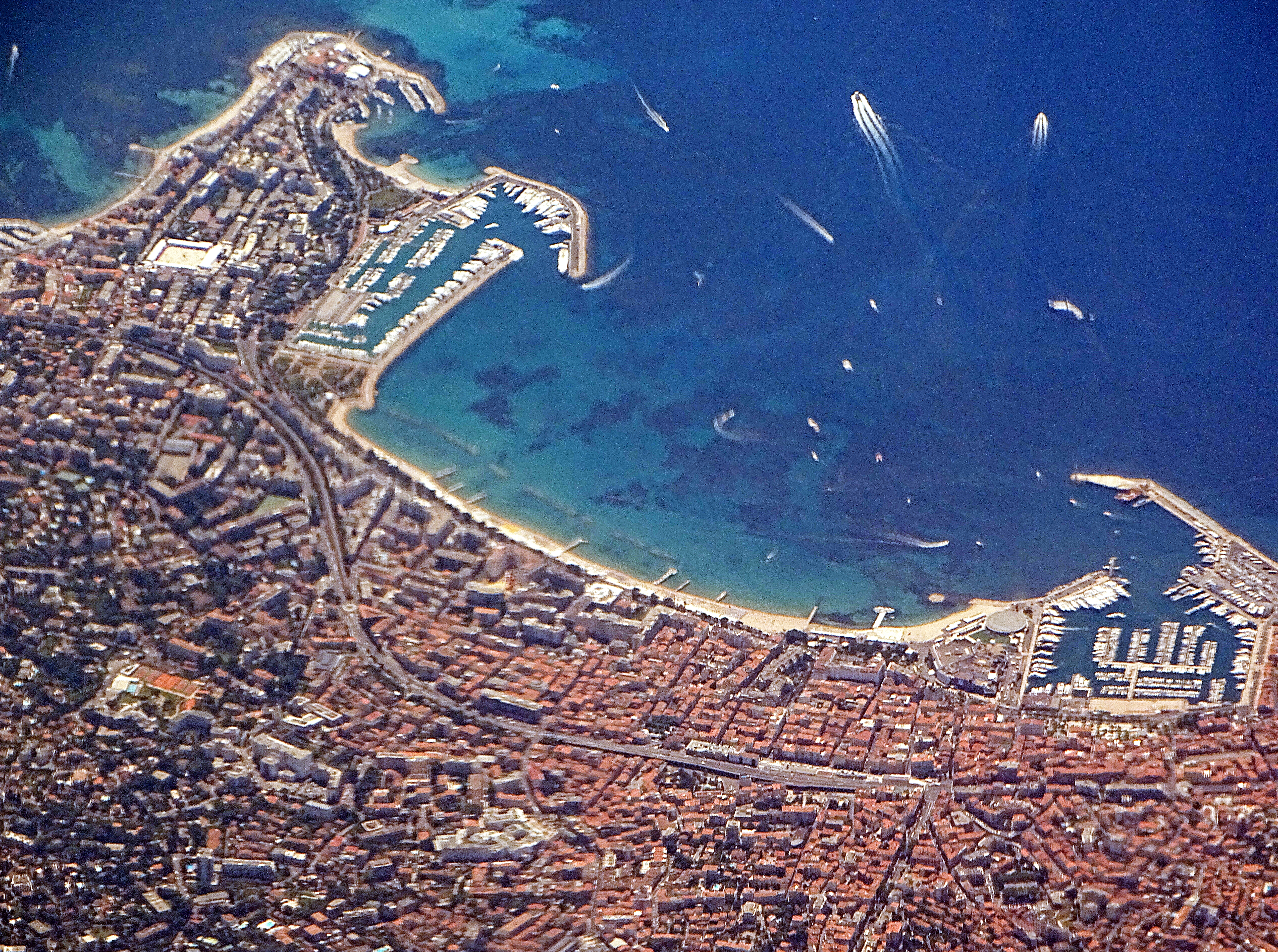
Photo aérienne montrant la voie rapide en 2017.

Inaugurée en 1974, la voie rapide transporte en 2020 un flot de 30 000 véhicules par jour. En 2018, la municipalité envisage la requalification de la couverture de la voie ferrée en voie verte qui commence par la réalisation du réaménagement du rond-point du Général-Maubert et du boulevard du Général-Vautrin.